# موريس آشلي
موريس آشلي Maurice Ashley (ولد في 6 مارس 1966 في سانت أندرو في جامايكا) لاعب شطرنج أمريكي جامايكي يحمل لقب أستاذ كبير.
- وهو أيضا معلق ومؤلف ومصمم تطبيقات ومبتكر ألغاز ومتحدث تحفيزي.
- حصل على لقب أستاذ كبير عام 1999، ليصبح أول أستاذ كبير أسود في العالم.
- يشتهر آشلي بعمله معلقاً ومقدماً في أبرز أحداث الشطرنج عالمياً.
- كما أمضى العديد من السنوات في تعليم الشطرنج.
- أدرج اسمه في قاعة مشاهير الشطرنج في الولايات المتحدة الأمريكية في 13 أبريل 2016.
- بلغ تصنيف إيلو خاصته 2440 نقطة في يناير 2018.

## روابط خارجية
- موريس آشلي على موقع IMDb (الإنجليزية)
- موريس آشلي على موقع الموسوعة البريطانية (الإنجليزية)
- موريس آشلي على موقع الاتحاد الدولي للشطرنج (الإنجليزية)
- موريس آشلي على موقع مباريات الشطرنج (الإنجليزية)
- موريس آشلي على موقع 365Chess.com (الإنجليزية)
- موريس آشلي على موقع Chesstempo.com (الإنجليزية)
- موريس آشلي على موقع الاتحاد الأمريكي للشطرنج (الإنجليزية)